# Garzoni
I Garzoni furono una famiglia patrizia veneziana, annoverata fra le cosiddette Casade Novissime.

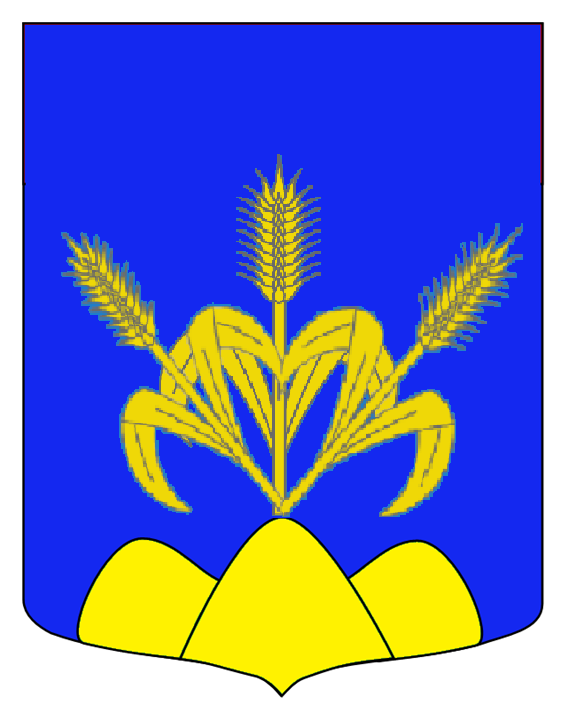
Stemma Garzoni

## Storia
Compresi nella nobiltà rurale, i Garzoni erano originari della Valdinievole da cui si trasferirono a Lucca in tempi antichi. Con l'imporsi dei guelfi neri sulla scena politica locale, abbandonarono la Toscana per stabilirsi a Bologna.
Il primo a raggiungere Venezia da Bologna fu un Zuane di Garzoni nel 1289. Quest'ultimo si distinse mantenendo ventiquattro soldati al servizio della Repubblica durante la guerra di Ferrara.
I suoi figli, Garzone e Bandino (o Baldovino, Ubaldino), ottennero la cittadinanza veneziana (1335). Lo stesso Bandino, avendo sostenuto la Serenissima nel corso della guerra di Chioggia, partecipò al sorteggio per entrare nel Maggior Consiglio (1381) ma, essendo morto il giorno prima dell'estrazione, furono creati patrizi i figli Giovanni e Nicolò.
Famiglia di tradizioni mercantili, nel Quattrocento si arricchì notevolmente gestendo l'omonimo banco, fondato nel 1430 da Andrea di Francesco e fallito nel 1499.
Tra i membri illustri si ricorda Girolamo che, dopo aver fatto carriera politica nello Stato da Mar, partecipò all'assedio di Negroponte e, continuando a combattere anche in seguito a una fucilata, morì sotto i colpi delle sciabole turche (1688).

## Membri illustri
- Giovanni Garzoni (non dopo del 1353 - 1427 o 1428), politico e diplomatico
- Francesco Garzoni (1378 - 1451), politico
- Marino Garzoni (1418 - 1505), politico
- Andrea Garzoni (prima del 1430 - 1511), bancario
- Alvise Garzoni (1449 - 1526), mercante e politico
- Giovanni Garzoni (1514 - 1561), politico
- Leonardo Garzoni (1543 - 1592), gesuita e scienziato
- Costantino Garzoni (1547 - 1629), politico
- Girolamo Garzoni (+1688), politico e militare, morì combattendo durante l'assedio di Negroponte.
- Pietro Garzoni (1645 - 1735), politico e storiografo
- Pietro Garzoni (1698 - 1769), politico

## Luoghi e architetture

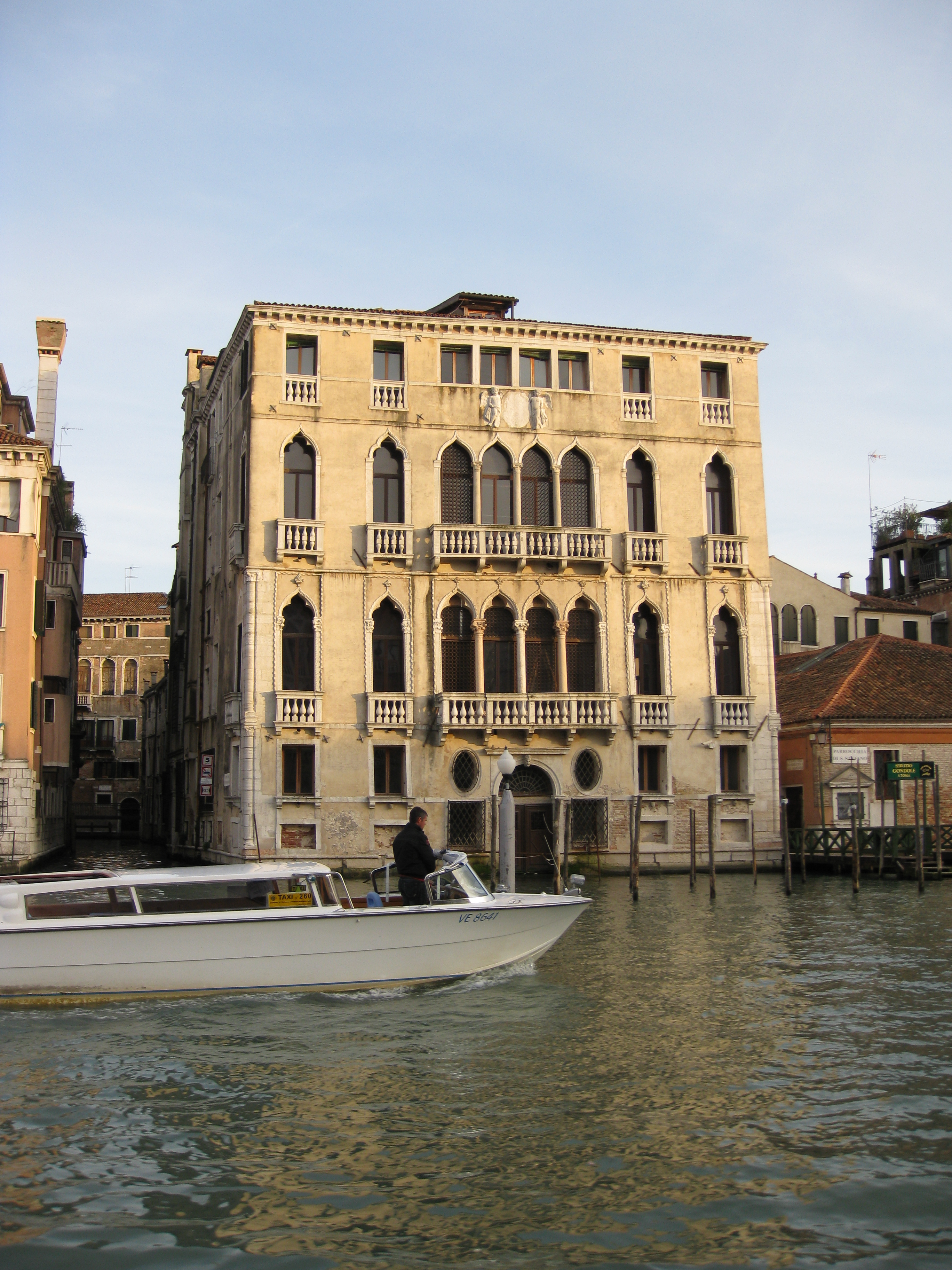
Palazzo Garzoni

I Garzoni erano in origine domiciliati in campo San Polo e solo verso la fine del Seicento si trasferirono in un palazzo affacciato sul Canal Grande, presso San Samuele. La famiglia ha lasciato tracce anche nella toponomastica dei dintorni (calle del Traghetto o Garzoni, rio Garzoni, traghetto Garzoni).
Numerose pure le proprietà di terraferma:
- Villa Garzoni, Contarini, Bassani, Rinaldi, detta "Corte Fittanza" a Boschi San Marco di Boschi Sant'Anna (XVI secolo) - Fu costruita dai Garzoni che avevano comprato il fondo nel primo Cinquecento[7].
- Villa Garzoni, Colonda, Cacco a Camponogara - Del complesso originario, voluto da Giovanni Garzoni nel 1677, resta poco a causa di un incendio nel 1969[8].
- Villa Mocenigo, Garzoni, Martini a Castello di Godego (XVIII secolo)[9].
- Ca' Garzoni, Zanellato a Donzella di Porto Tolle (XVIII secolo) - Dalla scarsa documentazione, si sa che nel 1764 apparteneva al nobile Pietro Garzoni[10].
- Villa Garzoni, Michiel, Carraretto a Pontecasale di Candiana (XVI secolo) - I proprietari di questa villa appartenevano ad un ramo borghese della famiglia e avevano acquistato i terreni del Padovano confiscati a Jacopo Dal Verme[11].